# 太田マサトシ
太田 マサトシ（おおた まさとし、本名：太田 政俊、1976年5月28日 - ）は、愛知県稲沢市出身の日本の放送作家・構成作家・プロデューサー。
ニックネームは「おーさん」「チャミィ」。血液型O型。株式会社ルミナクリエイト12（旧社名:株式会社名古屋東通企画）所属。

## 来歴
1976年、愛知県稲沢市にて 父 俊光と母 時子の長男として誕生。姉と弟の三人兄弟。
稲沢市立大里中学校、愛知高校を卒業し、愛知学院大学法学部法律学科に入学。
1998年、大学卒業後に幼少の頃からの親友の誘いで上京し、一度は大手有線放送会社でサラリーマンとなるも、放送作家になる夢を抱き3か月で退社。その後、西永福で喫茶店のマスター見習い、六本木のフリーペーパーの企画・運営や飲食店企画などの仕事を行いつつ、放送作家事務所に番組企画書を送り続ける。
1999年よりリサーチャーとして「24時間テレビ」や「週刊ストーリーランド」などに参加し、放送作家への足がかりを掴む。
2000年よりリサーチャーとして参加していた「マジカル頭脳パワー!!」でクイズ番組の問題作成を経験。
2002年、「クイズ$ミリオネア」の問題作成者として作家デビュー。フリーランスの作家として活動を開始。
2004年、株式会社オフィス・トゥー・ワンに所属。
2006年、株式会社名古屋東通企画（現:株式会社ルミナクリエイト12）に移籍。
主にバラエティ番組、クイズ番組、情報番組の構成を担当。
NHKアナウンサーの酒井博司は、小学校と中学校の同級生で、ともに野球部に所属していた。

## エピソード
- ソフトボールでクラブチームの全国大会出場の経験もある父の影響で、幼少の頃より野球に打ち込む。学童から高校までエースピッチャーとして活躍し、中学卒業時には県下の強豪校のスカウトから獲得の打診を受けるほどであった。とくに天才的な牽制技術を持つ左の本格派で、牽制球によって1試合6補殺の記録を持つ。左投げ左打ち。
- 脱サラ後に毎日新宿の紀伊國屋書店に通い、放送作家になるためのハウツー本を立ち読みし、実践することで本当に作家になった変わり種である。[1]
- 趣味は麻雀とスポーツ観戦で、妄信的な中日ドラゴンズのファンであると公言している。また、プレミアリーグのマンチェスター・ユナイテッドのサポーターでもある。本人によると、前述の親友の異常な熱量のプレゼンを受けたことによるものとのこと。[2]
- 尊敬する人物は、両親と地元の雄 織田信長。また、人生で特に影響を受けた人物として、中学時代と高校時代の恩師の名前を挙げている。[2]
- 作家業の傍、ボランティアで学生に向けた講演活動も多数行なっている。テーマは「親友をつくる」であることが多く、クイズ作家出身者らしく、所々にクイズを取り入れた構成で進行される。[2]

## 担当番組
TBS系 CBC
- ゴゴスマ -GO GO!Smile!-
- High FIVE!!絶対☆バズるアスリート〜[3]（2017年4月2日〜）
- チャント!〜[4]（2019年4月1日〜）

テレビ朝日系 名古屋テレビ(メ〜テレ)
- デルサタ〜[5]（2016年4月9日〜）

## 過去の担当番組
レギュラー番組
- クイズ$ミリオネア（CX）
- 世界一受けたい授業（NTV）
- 伊東家の食卓（NTV）
- 峰竜太のホンの昼メシ前（1996年9月〜2002年3月 NTV）
- 週刊ストーリーランド（1999年10月〜2001年9月 NTV）
- ウィーケストリンク☆一人勝ちの法則（2002年4月〜9月 CX）
- なつめぐ堂（CBC）
- SKE48の火曜アルバイト劇場（CBC）
- アゲぽよボウル48（TVA）
- 視聴者参加型生クイズ お茶の間アンサー!（THK）
- ボニータ!ボニータ!! 〜名古屋ガールズコレクション〜（TVA）
- Power of Music[6]（2015年4月〜10月 THK）
- ごごネタ! (2009年〜2016年 TBS)
- 福田彩乃のハツモノ（2015年10月7日〜2017年3月29日 THK）
- SKE48 むすびのイチバン!（2017年4月25日〜2019年3月27日 THK）
- 千原せいじのバズ☆ドル（2015年10月4日〜2016年5月8日 TVA）

- 他

特番
- 真夜中のポエム[7]（2004年11月 CX）
- メ〜テレのノ〜テレ[8]（2007年3月 メ〜テレ）
- メ〜テレのノ〜テレ アナウンサー夏期講習SP[9]（2007年7月 メ〜テレ）
- め〜め〜さんの羊（2009年）
- 世界コスプレサミット2009〜真夏だぜ!クールジャポン爆笑祭〜[10]（2009年8月 TVA）
- 世界コスプレサミット＆世界SAMURAIサミット[11]（2010年8月 TVA）
- みんなで参加！Q（クイズ）ナゴヤのギモン[12]（2010年3月、2010年8月、2011年3月 TVA）
- スパモク!!プロQ〜なるほど！プロが認めるベスト1総力取材しましたSP[13]（2011年11月 TBS系 CBC製作）
- 地元密着バラエティ どすこいッ！なんでも東海番付[14]（2012年3月 TVA）
- グウカク 〜素晴らしき偶然確率の世界〜[15]（2012年8月 CBC）
- 学べる！スポーツバー（2011年〜2013年 THK）
- 学べる!スポーツアカデミー名古屋校[16] （2014年12月 THK）
- 林先生・岡田の学べる!スポーツアカデミー[17]（2015年5月 CX系 THK）
- 金沢・白山で100点パパを目指せ！～ねぎらいの夫婦旅～[18]（2017年7月 TVA製作）
- 壮だったのか!たけい荘（CX系 TXK）
- たけい荘Z〜壮だったのか!スポーツの極意〜（CX系 TXK）
- 開局55周年記念特別番組「メ～テレファミリー癒やし癒やされほっこり旅in伊勢・鳥羽」[19]（2018年3月 TVA）
- 美川憲一・はるな愛のこの家、スゴイわよ！[20]（2018年12月 TVA）
- キャイ〜ン天野のおかず放浪記withウド [21]（2019年2月 TVA）
- 今夜決定！どまつりTHE FINAL生放送 [22]（2023年8月 TVA）
- 他多数

## 註
1. 1 2  “八幡啓司の「22世紀版・クリエイターたちの遺言」”. 夜間飛行. 2013年2月19日閲覧。
2. 1 2 3 4 5 6 7  在学生に向けた講演より 2013年1月17日〜現在
3. ↑  “highfive”. 2019年8月26日閲覧。
4. ↑  “chant”. 2019年8月26日閲覧。
5. ↑  “デルサタ”. 2019年8月26日閲覧。
6. ↑  “Power of Music”. 2015年10月31日閲覧。
7. ↑  “真夜中のポエム”. 2004年11月24日閲覧。
8. ↑  “メ〜テレのノ〜テレ”. 2007年3月30日閲覧。
9. ↑  “メ〜テレのノ〜テレ アナウンサー夏期講習SP”. 2007年7月27日閲覧。
10. ↑  “世界コスプレサミット2009〜真夏だぜ!クールジャポン爆笑祭〜”. 2009年8月8日閲覧。
11. ↑  “世界コスプレサミット2010”. 2010年8月21日閲覧。
12. ↑  “みんなで参加！Q（クイズ）ナゴヤのギモン”. 2010年3月9日閲覧。
13. ↑  “スパモク!!プロQ〜なるほど！プロが認めるベスト1総力取材しましたSP”. 2011年11月17日閲覧。
14. ↑  “地元密着バラエティ どすこいッ！なんでも東海番付”. 2012年3月25日閲覧。
15. ↑  “グウカク 〜素晴らしき偶然確率の世界〜”. 2012年8月23日閲覧。
16. ↑  “学べる！スポーツアカデミー名古屋校”. 2014年12月27日閲覧。
17. ↑  “林先生・岡田の学べる!スポーツアカデミー”. 2015年5月17日閲覧。
18. ↑  “金沢・白山で100点パパを目指せ！～ねぎらいの夫婦旅～”. 2017年7月17日閲覧。
19. ↑  “メ～テレファミリー癒やし癒やされほっこり旅in伊勢・鳥羽”. 2018年3月17日閲覧。
20. ↑  “美川憲一・はるな愛のこの家、スゴイわよ！”. 2019年3月10日閲覧。
21. ↑  “キャイ〜ン天野のおかず放浪記withウド”.   テレビ愛知. 2023年8月27日閲覧。
22. ↑  “今夜決定！どまつりTHE FINAL生放送”.   テレビ愛知. 2023年8月27日閲覧。